# 500 miles d'Indianapolis 1995

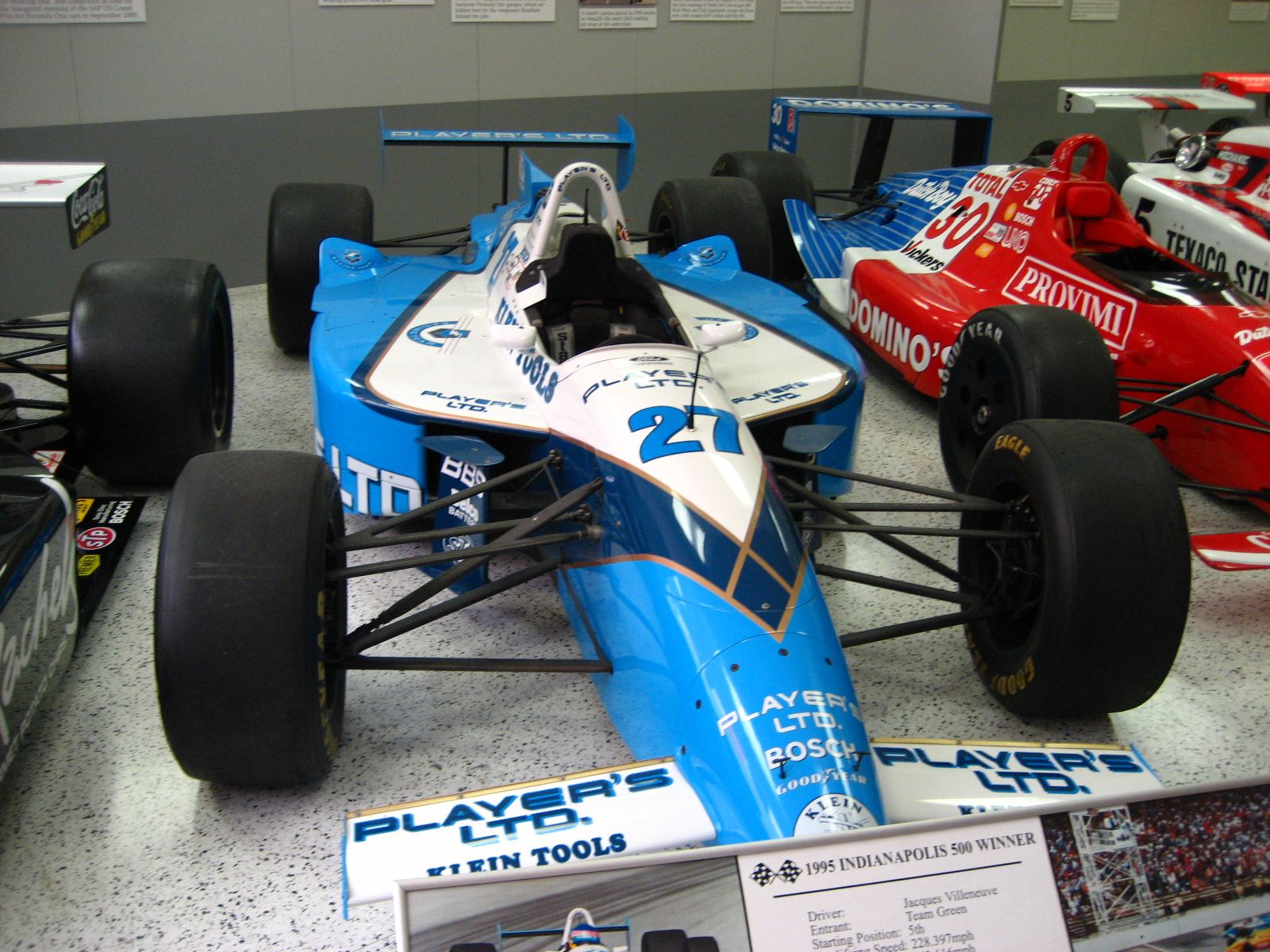
La Reynard-Ford de Jacques Villeneuve.

Les 500 miles d'Indianapolis 1995, organisés le 28 mai 1995 sur l'Indianapolis Motor Speedway, ont été remportés par le pilote canadien Jacques Villeneuve sur une Reynard-Ford.

## Grille de départ
| Ligne | Intérieur        | Milieu              | Extérieur            |
| 1     | Scott Brayton    | Arie Luyendyk       | Scott Goodyear       |
| 2     | Michael Andretti | Jacques Villeneuve  | Mauricio Gugelmin    |
| 3     | Robby Gordon     | Scott Pruett        | Jimmy Vasser         |
| 4     | Hiro Matsushita  | Stan Fox            | André Ribeiro        |
| 5     | Roberto Guerrero | Eddie Cheever       | Teo Fabi             |
| 6     | Paul Tracy       | Alessandro Zampedri | Danny Sullivan       |
| 7     | Gil de Ferran    | Hideshi Matsuda     | Bobby Rahal          |
| 8     | Raul Boesel      | Buddy Lazier        | Eliseo Salazar       |
| 9     | Adrián Fernández | Éric Bachelart      | Christian Fittipaldi |
| 10    | Lyn St. James    | Carlos Guerrero     | Scott Sharp          |
| 11    | Stefan Johansson | Davy Jones          | Bryan Herta          |

La pole a été réalisée par Scott Brayton à la moyenne de 372,731 km/h. Il s'agit également du meilleur chrono des qualifications.

## Classement final
| no | Pilote                   | Voiture          | Tours | Temps/Abandon     |
| 1  | Jacques Villeneuve       | Reynard-Ford     | 200   |                   |
| 2  | Christian Fittipaldi (R) | Reynard-Ford     | 200   |                   |
| 3  | Bobby Rahal              | Lola-Mercedes    | 200   |                   |
| 4  | Eliseo Salazar (R)       | Lola-Ford        | 200   |                   |
| 5  | Robby Gordon             | Reynard-Ford     | 200   |                   |
| 6  | Mauricio Gugelmin        | Reynard-Ford     | 200   |                   |
| 7  | Arie Luyendyk            | Lola-Menard      | 200   |                   |
| 8  | Teo Fabi                 | Reynard-Ford     | 199   |                   |
| 9  | Danny Sullivan           | Reynard-Ford     | 199   |                   |
| 10 | Hiro Matsushita          | Reynard-Ford     | 199   |                   |
| 11 | Alessandro Zampedri (R)  | Lola-Ford        | 198   |                   |
| 12 | Roberto Guerrero         | Reynard-Mercedes | 198   |                   |
| 13 | Bryan Herta              | Reynard-Ford     | 198   |                   |
| 14 | Scott Goodyear           | Reynard-Honda    | 195   |                   |
| 15 | Hideshi Matsuda          | Lola-Ford        | 194   |                   |
| 16 | Stefan Johansson         | Reynard-Ford     | 192   |                   |
| 17 | Scott Brayton            | Lola-Menard      | 190   |                   |
| 18 | André Ribeiro (R)        | Reynard-Honda    | 187   |                   |
| 19 | Scott Pruett             | Lola-Ford        | 184   | accident          |
| 20 | Raul Boesel              | Lola-Mercedes    | 184   | fuite d'huile     |
| 21 | Adrián Fernández         | Lola-Mercedes    | 176   | moteur            |
| 22 | Jimmy Vasser             | Reynard-Ford     | 170   | accident          |
| 23 | Davy Jones               | Lola-Ford        | 161   | accident          |
| 24 | Paul Tracy               | Lola-Ford        | 136   | électricité       |
| 25 | Michael Andretti         | Lola-Ford        | 77    | suspension        |
| 26 | Scott Sharp              | Lola-Ford        | 74    | accident          |
| 27 | Buddy Lazier             | Lola-Menard      | 45    | arrivée d'essence |
| 28 | Éric Bachelart           | Lola-Ford        | 6     | mécanique         |
| 29 | Gil de Ferran (R)        | Reynard-Mercedes | 1     | accident          |
| 30 | Stan Fox                 | Reynard-Ford     | 0     | accident          |
| 31 | Eddie Cheever            | Lola-Ford        | 0     | accident          |
| 32 | Lyn St. James            | Lola-Ford        | 0     | accident          |
| 33 | Carlos Guerrero (R)      | Lola-Ford        | 0     | accident          |

Un (R) indique que le pilote était éligible au trophée du « Rookie of the Year » (meilleur débutant de l'année), attribué à Christian Fittipaldi.